# Beeldenpark symposium Hořice

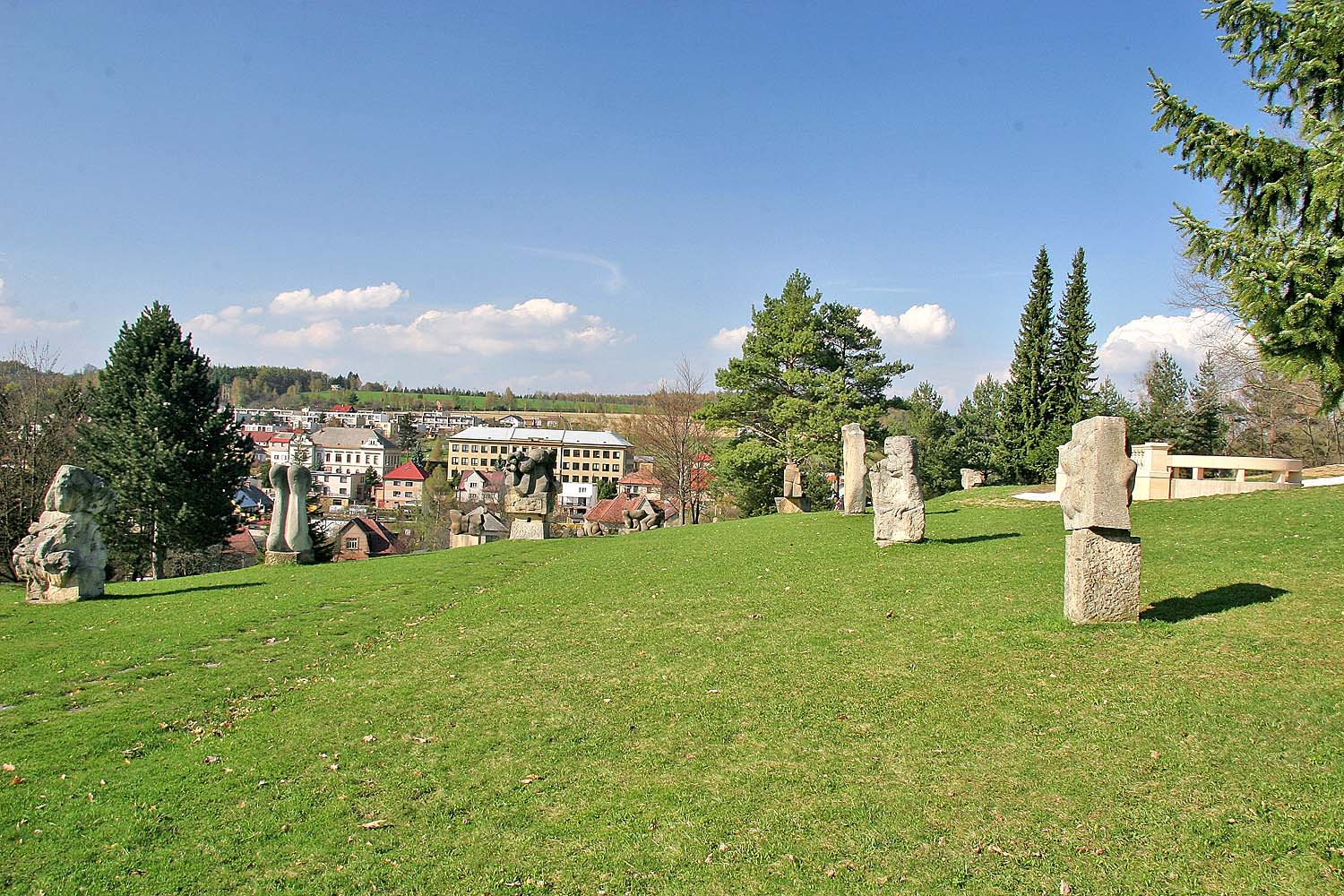
Beeldenpark symposium Hořice - Gothardheuvel

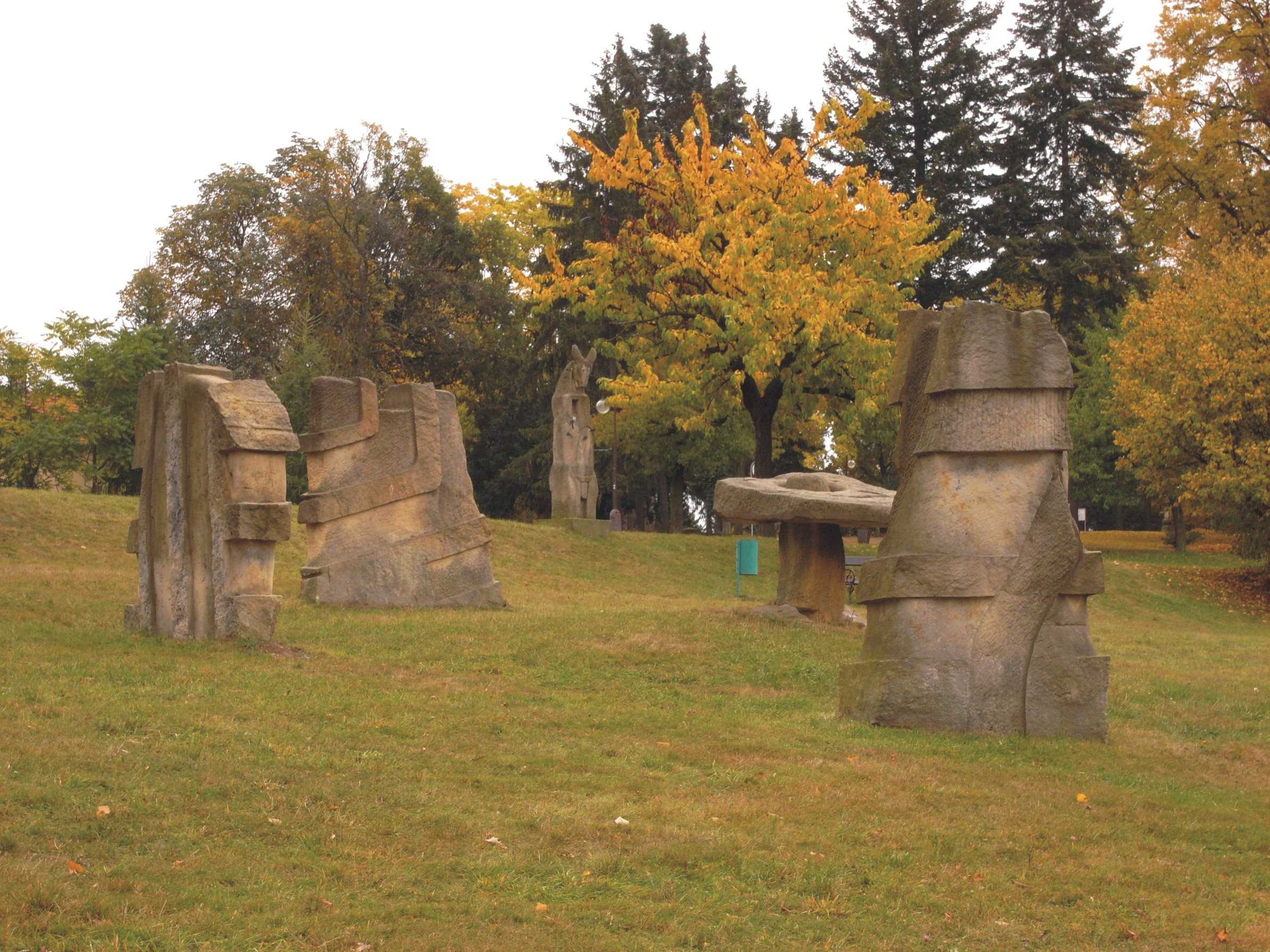
Beeldenpark symposium Hořice, zandsteen-sculpturen

Beeldenpark symposium Hořice is een beeldenpark op de Gothardheuvel in de Tsjechische stad Hořice.

## Geschiedenis
Sinds 1966 wordt in de stad Hořice de Tsjechische versie gehouden van het in 1959 in het Oostenrijkse Sankt Margarethen im Burgenland door de beeldhouwer Karl Prantl gestarte Symposion Europäischer Bildhauer. Een van de deelnemers aan het symposium voor steenbeeldhouwers in 1959 was Janez Lenassi, die in 1961 soortgelijke internationale symposia initieerde in Slovenië en in 1966 tot de eerste groep deelnemende beeldhouwers van het Symposium Hořice behoorde.
Hořice was rond 1900 al een stad met een rijke beeldhouwtraditie, in 1884 aangevuld met een lokale opleiding voor steenhouwers en steenbeeldhouwers, niet in het minst door de aanwezigheid van talloze zandsteengroeves (er is sprake van 150 steengroeves), waar al sinds 1850 steenwinning en -bewerking plaatsvond.

## Deelnemers 1966[1][2]
- Janez Lenassi met Lying
- Ladislav Zívr met Grown together en Trunk
- Michael Schoenholtz met Lady en Lady in underground
- Vladimír Preclík met Provensal Town
- Zdena Fibichová met Stela
- Zdeněk Šimek met Surface

De, in de historische steengroeve Sint-Jozef (Sv. Josef), gecreëerde zandsteen-sculpturen werden na afloop van het symposium geëxposeerd in het Bedřich Smetanapark in Hořice en na een jaar definitief geplaatst in het beeldenpark op de Gothardheuvel. De tot 2002 gemaakte beelden bevinden zich in Park I, de sindsdien gemaakte beelden komen in Park II.
Met de nabijgelegen stad Hradec Králové is sedert 2003 overeengekomen dat de nieuwe beelden eerst gedurende een jaar daar worden tentoongesteld op het Svobodaplein en op de Elbe-oever.